# Gran Premio de Bélgica de Motociclismo de 1980
El Gran Premio de Bélgica de Motociclismo de 1980 fue la sexta prueba de la temporada 1980 del Campeonato Mundial de Motociclismo. El Gran Premio se disputó el 6 de julio de 1980 en el Circuito de Zolder, en la que sería la única aparición de este trazado en el Gran Premio de Bélgica.

## Resultados 500cc
En la categoría reina, el estadounidense Randy Mamola obtiene su primer éxito del Mundial con la Suzuki después de salir de la pole position. Detrás de él, llegaron el italiano Marco Lucchinelli (Suzuki) y el también norteamericano Kenny Roberts con Yamaha. Este último sigue liderando la clasificación general. En esta carrera también hay una caída del piloto Patrick Fernandez que sufrió una fractura de la pelvis y acababa de obtener un podio en la carrera categoría 250cc.
| Pos.     | Piloto               | Moto                  | Tiempo     | Pts. |
| -------- | -------------------- | --------------------- | ---------- | ---- |
| 1        | Randy Mamola         | Suzuki                | 51'07"2    | 15   |
| 2        | Marco Lucchinelli    | Suzuki                | 51'19"6    | 12   |
| 3        | Kenny Roberts        | Yamaha                | 51'38"3    | 10   |
| 4        | Graeme Crosby        | Suzuki                | 51'42"1    | 8    |
| 5        | Wil Hartog           | Suzuki                | 51'47"9    | 6    |
| 6        | Franco Uncini        | Suzuki                | 52'03"4    | 5    |
| 7        | Carlo Perugini       | Suzuki                | 52'33"5    | 4    |
| 8        | Patrick Pons         | Yamaha                | 52'39"5    | 3    |
| 9        | Boet van Dulmen      | Yamaha                | 52'39"6    | 2    |
| 10       | Bernard Fau          | Suzuki                | 52'52"8    | 1    |
| 11       | Philippe Coulon      | Suzuki                | +1 Vuelta  |      |
| 12       | Raymond Roche        | Yamaha                | +1 Vuelta  |      |
| 13       | Maurizio Massimiani  | Yamaha                | +1 Vuelta  |      |
| 14       | Willem Zoet          | Suzuki                | +1 Vuelta  |      |
| 15       | Sadao Asami          | Yamaha                | +1 Vuelta  |      |
| 16       | Seppo Rossi          | Suzuki                | +1 Vuelta  |      |
| 17       | Kenny Blake          | Yamaha                | +2 Vueltas |      |
| Ret      | Jeffrey Sayle        | Yamaha                | Ret        |      |
| Ret      | Johnny Cecotto       | Yamaha                | Ret        |      |
| Ret      | Gustav Reiner        | Suzuki                | Ret        |      |
| Ret      | Alain Nies           | Suzuki                | Ret        |      |
| Ret      | Freddie Spencer      | Yamaha                | Ret        |      |
| Ret      | Dale Singleton       | Yamaha                | Ret        |      |
| Ret      | Graziano Rossi       | Suzuki                | Ret        |      |
| Ret      | Franck Gross         | Suzuki                | Ret        |      |
| Ret      | Michel Rougerie      | Suzuki                | Ret        |      |
| Ret      | Gianfranco Bonera    | Yamaha                | Ret        |      |
| Ret      | Patrick Fernandez    | Yamaha                | Ret        |      |
| Ret      | Jack Middelburg      | Yamaha                | Ret        |      |
| DNS      | Markku Matikainen    | Suzuki                | DNS        |      |
| DNQ      | Peter Sjöström       | Suzuki                | DNQ        |      |
| DNQ      | Philippe Chaltin     | Suzuki                | DNQ        |      |
| DNQ      | Hubert Rigal         | Moto Club de Monaco   | DNQ        |      |
| DNQ      | Henk de Vries        | Suzuki                | DNQ        |      |
| DNQ      | Dave Potter          | Yamaha IMN            | DNQ        |      |
| DNQ      | Christian Estrosi    | Team Furygan Suzuki   | DNQ        |      |
| DNQ      | Steve Parrish        | Steve Parrish Racing  | DNQ        |      |
| DNQ      | Barry Sheene         | Yamaha Motor Company  | DNQ        |      |
| DNQ      | Gianni Pelletier     | Morbidelli            | DNQ        |      |
| DNQ      | Stuart Avant         | Dieter Braun Team     | DNQ        |      |
| DNQ      | Michel Frutschi      | Elf Motor Racing Team | DNQ        |      |
| DNQ      | Sergio Pellandini    | Suzuki                | DNQ        |      |
| DNQ      | Albert Siegers       | Suzuki                | DNQ        |      |
| DNQ      | Carlo Prati          | Suzuki                | DNQ        |      |
| DNQ      | Dennis Ireland       | Suzuki                | DNQ        |      |
| DNQ      | Josef Hage           | Suzuki                | DNQ        |      |
| DNQ      | Masaru Iwasaki       | Suzuki                | DNQ        |      |
| DNQ      | Walter Koschine      | Suzuki                | DNQ        |      |
| DNQ      | Antonio García       | Yamaha                | DNQ        |      |
| DNQ      | Henk Twikler         | Suzuki                | DNQ        |      |
| DNQ      | Jean-Philippe Delers | Yamaha                | DNQ        |      |
| Sources: |                      |                       |            |      |

## Resultados 250cc
En el cuarto de litro, el alemán Anton Mang obtuvo la tercera victoria de la temporada y tiene cerca el título ya que aventaja en diez puntos a sus inmediatos seguidores. Lo acompañaron en el podio el italiano Gianpaolo Marchetti y el francés Patrick Fernandez
| Pos. | Piloto                 | Moto             | Tiempo    | Pts. |
| ---- | ---------------------- | ---------------- | --------- | ---- |
| 1    | Anton Mang             | Krauser-Kawasaki | 49'54"03  | 15   |
| 2    | Gianpaolo Marchetti    | MBA              | 50'36"6   | 12   |
| 3    | Patrick Fernandez      | Yamaha           | 50'50"7   | 10   |
| 4    | Roland Freymond        | Ad Maiora        | 50'52"4   | 8    |
| 5    | Graeme Geddes          | Yamaha           | 51'04"2   | 6    |
| 6    | Clive Horton           | Cotton-Rotax     | 51'08"8   | 5    |
| 7    | Jacques Cornu          | Yamaha           | 51'12"7   | 4    |
| 8    | Jean-Louis Guignabodet | Kawasaki         | 51'13"0   | 3    |
| 9    | Sauro Pazzaglia        | Ad Maiora        | 51'20"2   | 2    |
| 10   | Eero Hyvärinen         | Yamaha           | 51'25"9   | 1    |
| 11   | Jean-François Baldé    | Kawasaki         | 51'30"2   |      |
| 12   | Carlos Lavado          | Yamaha           | +1 Vuelta |      |
| 13   | Olivier Liégeois       | Yamaha           | +1 Vuelta |      |
| 14   | Jean-Marc Toffolo      | Yamaha           | +1 Vuelta |      |
| 15   | Paolo Ferretti         | Yamaha           | +1 Vuelta |      |
| 16   | Hans Müller            | Yamaha           | +1 Vuelta |      |
| 17   | John Pace              | Yamaha           | +1 Vuelta |      |
| 18   | René Delaby            | Yamaha           | +1 Vuelta |      |
| 19   | Dirk du Plooy          | Yamaha           | +1 Vuelta |      |
| 20   | Didier de Radiguès     | Yamaha           | +1 Vuelta |      |
| 21   | Mar Schouten           | Yamaha           | +1 Vuelta |      |
| 22   | Jean-Jacques Peyre     | Yamaha           | +1 Vuelta |      |
| 23   | Reino Eskelinen        | Yamaha           | +1 Vuelta |      |
| 24   | Bruno Lüscher          | Yamaha           | +1 Vuelta |      |
| 25   | Marco Papa             | Yamaha           | +1 Vuelta |      |
| 26   | Alan North             | Yamaha           | +1 Vuelta |      |
| 27   | Guy Batesti            | Yamaha           | +1 Vuelta |      |
| 28   | Bernard Gatti          | Yamaha           | +1 Vuelta |      |
| 29   | Roger Sibille          | Yamaha           | +1 Vuelta |      |
| 30   | Arturo Venanzi         | Yamaha           | +1 Vuelta |      |
| Ret  | Roland Kopf            | Yamaha           | Ret       |      |
| Ret  | Lennart Bäckström      | Yamaha           | Ret       |      |
| Ret  | Éric Saul              | Yamaha           | Ret       |      |
| Ret  | Peter Looijesteijn     | Yamaha           | Ret       |      |
| Ret  | Tony Head              | Yamaha           | Ret       |      |
| Ret  | Edi Stöllinger         | Kawasaki         | Ret       |      |
| Ret  | Graeme McGregor        | Cotton-Rotax     | Ret       |      |
| Ret  | Thierry Espié          | Yamaha           | Ret       |      |
| Ret  | Guy de Waele           | Yamaha           | Ret       |      |
| Ret  | Jacques Bolle          | Yamaha           | Ret       |      |
| DNQ  | André Gouin            | Yamaha           | DNQ       |      |
| DNQ  | Jean-Louis Tournadre   | Yamaha           | DNQ       |      |
| DNQ  | Jean Lafond            | Yamaha           | DNQ       |      |
| DNQ  | Pekka Nurmi            | Yamaha           | DNQ       |      |
| DNQ  | Bengt Elgh             | Yamaha           | DNQ       |      |
| DNQ  | Edwin Weibel           | Yamaha           | DNQ       |      |
| DNQ  | Bruno Kneubühler       | Yamaha           | DNQ       |      |
| DNQ  | Pierre Tocco           | Yamaha           | DNQ       |      |

## Resultados 125cc
Tercera victoria de la temporada para Ángel Nieto que entra en la línea de meta por delante del francés Guy Bertin y del italiano Loris Reggiani. La clasificación general sigue estando liderada por el italiano Pier Paolo Bianchi, que en esta carrera acabó cuarto.
| Pos. | Piloto              | Moto       | Tiempo     | Pts. |
| ---- | ------------------- | ---------- | ---------- | ---- |
| 1    | Ángel Nieto         | Minarelli  | 46'45"9    | 15   |
| 2    | Guy Bertin          | Motobécane | 46'46"1    | 12   |
| 3    | Loris Reggiani      | Minarelli  | 47'14"3    | 10   |
| 4    | Pier Paolo Bianchi  | MBA        | 47'18"4    | 8    |
| 5    | Hans Müller         | MBA        | 47'19"8    | 6    |
| 6    | Peter Looijesteijn  | MBA        | 47'39"8    | 5    |
| 7    | Gianpaolo Marchetti | MBA        | 47'40"2    | 4    |
| 8    | Bruno Kneubühler    | MBA        | 47'45"1    | 3    |
| 9    | Ricardo Tormo       | MBA        | 47'49"2    | 2    |
| 10   | Jean-Claude Selini  | MBA        | 47'56"0    | 1    |
| 11   | August Auinger      | MBA        | 48'18"2    |      |
| 12   | Eugenio Lazzarini   | Iprem      | 48'18"9    |      |
| 13   | Matti Kinnunen      | MBA        | 48'33"6    |      |
| 14   | Johnny Wickström    | Morbidelli | 48'37"3    |      |
| 15   | Michel Galbit       | MBA        | +1 Vuelta  |      |
| 16   | Anton Straver       | MBA        | +1 Vuelta  |      |
| 17   | Alfred Waibel       | MBA        | +1 Vuelta  |      |
| 18   | Rolf Blatter        | MBA        | +1 Vuelta  |      |
| 19   | Paul Bordes         | Morbidelli | +1 Vuelta  |      |
| 20   | Gerhard Waibel      | MBA        | +1 Vuelta  |      |
| 21   | Martin van Soest    | Morbidelli | +1 Vuelta  |      |
| 22   | René Rénier         | MBA        | +1 Vuelta  |      |
| 23   | Ernst Fagerer       | Morbidelli | +1 Vuelta  |      |
| 24   | Olivier Liégeois    | Honda      | +1 Vuelta  |      |
| 25   | John Kernan         | MBA        | +1 Vuelta  |      |
| 26   | Hagen Klein         | Hess       | +1 Vuelta  |      |
| 27   | Peter van Niel      | MBA        | +1 Vuelta  |      |
| 28   | Jan Huberts         | Huvo       | +2 Vueltas |      |
| 29   | Jack Buytaert       | Honda      | +3 Vueltas |      |
| 30   | Iván Palazzese      | MBA        | +4 Vueltas |      |
| 31   | Chris Baert         | MBA        | +4 Vueltas |      |
| Ret  | Harald Bartol       | MBA        | Ret        |      |
| Ret  | János Drapál        | Morbidelli | Ret        |      |
| Ret  | Ángel Garcia Suaso  | Honda      | Ret        |      |
| Ret  | Alojz Pavlič        | MBA        | Ret        |      |
| Ret  | Henk van Kessel     | Condor     | Ret        |      |
| Ret  | Patrick Hérouard    | MBA        | Ret        |      |
| Ret  | Thierry Noblesse    | MBA        | Ret        |      |
| Ret  | Per-Edvard Carlsson | MBA        | Ret        |      |
| Ret  | Stefan Dörflinger   | Morbidelli | Ret        |      |
| DNQ  | Tony Smith          | MBA        | DNQ        |      |
| DNQ  | Walter Rapolani     | MBA        | DNQ        |      |
| DNQ  | Reiner Koster       | MBA        | DNQ        |      |

## Resultados 50cc
También en 50cc, se registra también la primera victoria de su palmarés del suizo Stefan Dörflinger, que batió al italiano Eugenio Lazzarini. Estos dos pilotos son los únicos que optan al título Mundial, a falta de un Gran Premio, después de que otro favorito, el español Ricardo Tormo, abandonara en la primera vuelta.
| Pos. | Piloto             | Moto        | Tiempo     | Pts. |
| ---- | ------------------ | ----------- | ---------- | ---- |
| 1    | Stefan Dörflinger  | Kreidler    | 37'59"3    | 15   |
| 2    | Eugenio Lazzarini  | Iprem       | 38'12"4    | 12   |
| 3    | Yves Dupont        | ABF         | 38'42"7    | 10   |
| 4    | Hans Spaan         | Kreidler    | 38'55"5    | 8    |
| 5    | Hans-Jürgen Hummel | Kreidler    | 38'55"8    | 6    |
| 6    | Wolfgang Müller    | Kreidler    | 39'09"8    | 5    |
| 7    | Gerhard Waibel     | Kreidler    | 39'10"2    | 4    |
| 8    | Rolf Blatter       | Kreidler    | 39'14"8    | 3    |
| 9    | Otto Machinek      | Kreidler    | 39'17"3    | 2    |
| 10   | Jacky Hutteau      | ABF         | 40'83"1    |      |
| 11   | Bertus Grinwis     | Kreidler    | +1 Vuelta  |      |
| 12   | Pascal Kambourian  | Kreidler    | +1 Vuelta  |      |
| 13   | Gerhard Bauer      | Kreidler    | +1 Vuelta  |      |
| 14   | Günter Schirnhofer | Kreidler    | +1 Vuelta  |      |
| 15   | Yves Le Toumelin   | Kreidler    | +1 Vuelta  |      |
| 16   | Reiner Scheidhauer | Rupp        | +1 Vuelta  |      |
| 17   | Ingo Emmerich      | Falk        | +1 Vuelta  |      |
| 18   | Joaquin Galí       | Bultaco     | +1 Vuelta  |      |
| 19   | Hagen Klein        | Horex       | +1 Vuelta  |      |
| 20   | Chris Baert        | Kreidler    | +1 Vuelta  |      |
| 21   | Klaus Kull         | Kreidler    | +1 Vuelta  |      |
| 22   | Reiner Koster      | DRS         | +1 Vuelta  |      |
| 23   | René Evrard        | Kreidler    | +1 Vuelta  |      |
| 24   | René Loge          | Kreidler    | +2 Vueltas |      |
| 25   | Enrico Cereda      | DRS         | +2 Vueltas |      |
| 26   | Michel de Poligny  | Kreidler    | +2 Vueltas |      |
| Ret  | Ricardo Tormo      | Kreidler    | Ret        |      |
| Ret  | Alain Hannecart    | BRH         | Ret        |      |
| Ret  | Gabriel Staelens   | Kreidler    | Ret        |      |
| Ret  | Franz Unger        | Kreidler    | Ret        |      |
| Ret  | Serge Julin        | Kreidler    | Ret        |      |
| Ret  | Henk van Kessel    | Pentax-X-16 | Ret        |      |
| Ret  | Theo Timmer        | Bultaco     | Ret        |      |
| Ret  | Rudolf Kunz        | Kreidler    | Ret        |      |
| Ret  | Bruno di Carlo     | Kreidler    | Ret        |      |
| Ret  | Aldo Pero          | Kreidler    | Ret        |      |
| Ret  | Gerhard Singer     | Kreidler    | Ret        |      |
| Ret  | Ove Skifjeld       | Kreidler    | Ret        |      |
| DNQ  | Mika Komu          | Kreidler    | DNQ        |      |